# マルク・オーデンタール
マルク・オーデンタール（Marc Odenthal 1991年1月25日- ）はドイツのケルン出身の柔道家。階級は90kg級。身長180cm。

## 経歴
2006年のヨーロッパカデ73㎏級で2位になった。その後階級を90㎏級まで上げると、2011年のU23ヨーロッパ選手権で3位になった。2013年から2年連続で世界団体の3位にもなった。2014年のグランドスラム・パリでは3位だった。2015年のグランプリ・タシュケントでIJFワールド柔道ツアー初優勝を果たした。2016年のリオデジャネイロオリンピックでは初戦でベイカー茉秋に背負落で敗れた。2018年のヨーロッパ選手権団体戦では優勝した。

## 主な戦績
- 2006年 - ヨーロッパカデ　2位(73㎏級)
- 2011年 - ユニバーシアード　90㎏級　7位　無差別　7位
- 2011年 - U23ヨーロッパ選手権　3位
- 2013年 - ヨーロッパオープン・ワルシャワ　優勝
- 2013年 - ヨーロッパ選手権　団体戦　3位
- 2013年 - 世界団体　3位
- 2013年 - グランプリ・青島　3位
- 2014年 - グランドスラム・パリ　3位
- 2014年 - グランプリ・サムスン　2位
- 2014年 - 世界団体　3位
- 2015年 - グランプリ・タシュケント　優勝
- 2018年 - ヨーロッパ選手権　団体戦　優勝
- 2018年 - グランプリ・カンクン　2位

(出典)。